# П'єтріш (Муреш)
П'єтріш (рум. Pietriș) — село у повіті Муреш в Румунії. Входить до складу комуни Деда.
Село розташоване на відстані 294 км на північ від Бухареста, 48 км на північний схід від Тиргу-Муреша, 96 км на схід від Клуж-Напоки.

## Населення
За даними перепису населення 2002 року у селі проживала 521 особа. Усі жителі села рідною мовою назвали румунську.
Національний склад населення села:
| Національність | Кількість осіб | Відсоток |
| -------------- | -------------- | -------- |
| румуни         | 494            | 94,8%    |
| цигани         | 23             | 4,4%     |